# Külmaallika
Külmaallika – wieś w Estonii, w prowincji Harju, w gminie Kuusalu.